# Nadežda Patrakeeva-Andreeva
Nadežda Nikolaevna Patrakeeva, coniugata Andreeva (in russo Надежда Николаевна Патракеева-Андреева?; Kirovsk, 11 aprile 1959 – Mosca, 11 agosto 2014), è stata una sciatrice alpina sovietica, dal 1991 russa.

## Biografia
Specialista delle prove tecniche moglie di Vladimir Andreev, a sua volta sciatore alpino, in Coppa del Mondo ottenne il primo risultato di rilievo il 26 gennaio 1979 a Schruns in combinata (10ª) e ai XIII Giochi olimpici invernali di Lake Placid 1980, sua prima presenza olimpica, concluse 12ª nello slalom gigante e 6ª nello slalom speciale; pochi giorni dopo, il 29 febbraio 1980, conquistò a Waterville Valley in slalom speciale il primo podio in Coppa del Mondo: 2ª dietro alla francese Perrine Pelen. Il 21 dicembre 1980 a Bormio salì per la seconda e ultima volta sul podio in Coppa del Mondo, ancora 2ª in slalom speciale alle spalle della Pelen; ai Mondiali di Schladming 1982 si classificò 11ª nello slalom gigante e il 22 gennaio 1984 ottenne l'ultimo piazzamento in Coppa del Mondo, a Verbier nella medesima specialità (29ª). Concluse l'attività agonistica ai successivi XIV Giochi olimpici invernali di Sarajevo 1984, classificandosi 29ª nello slalom gigante e 14ª nello slalom speciale.

## Palmarès

### Coppa del Mondo
- Miglior piazzamento in classifica generale: 20ª nel 1980
- 2 podi (entrambi in slalom speciale):
  - 2 secondi posti